# María Teresa Acosta
María Teresa Acosta (Caracas, 20 de octubre de 1913 - Caracas, 31 de mayo de 1990) fue una cantante, locutora y actriz venezolana, pionera de la televisión de ese país.

## Biografía
María Teresa Acosta inició sus estudios en el canto lírico a principios de 1930, con la profesora María de Irazábal, en la Escuela Superior de Música de Santa Capilla, junto a futuros grandes intérpretes como Fedora Alemán, Eduardo Lanz y Tito Coral. A mediados de esa década debutó en la radio con la Broadcasting Caracas (hoy Radio Caracas) en la comedia La familia Buchipluma, original de Carlos Fernández.
Casada muy joven con el antropólogo Miguel Acosta Saignes debió enfrentar el divorcio en esa época, lo cual representó para ella una ruptura más allá de lo sentimental, ya que en ese entonces eran tiempos en que una separación marital era mal vista por la conservadora sociedad venezolana de la época.
María Teresa Acosta decidió, en 1937, emigrar hacia Estados Unidos acompañada de su pequeño hijo y se trasladó a Baltimore, ciudad en la que residían unos familiares suyos. Luego se mudó a Nueva York donde comenzó a desarrollar su carrera como cantante. En ese tiempo también fue contratada como locutora de noticias en la emisora radial La Voz de América, en la que, luego del estallido de la Segunda Guerra Mundial, inauguró el Noticiero Panamericano y que era difundido en onda corta para todo el continente americano en idioma español. Su calidad vocal le permitió, además, ser escogida como la voz oficial de la entonces primera dama de la Nación, Eleanor Roosevelt, para doblar los mensajes dirigidos al pueblo latinoamericano.
Durante su permanencia en Estados Unidos María Teresa Acosta incursionó en el doblaje de famosas actrices como Rita Hayworth en el film Sangre y Arena (Rouben Mamoulian, 1940) y Greer Garson (esta última con carácter de exclusividad) en las películas La señora Miniver (William Wyler, 1942), Random Harvest (Mervyn LeRoy, 1942), Madame Curie (Mervyn LeRoy, 1943) y Aventura (Victor Fleming, 1945). Al cesar el conflicto bélico la situación laboral en este campo cambió, por lo que Acosta debió ampliar su registro artístico hacia el canto, algo que ya venía haciendo paralelamente a su labor en el doblaje.
Cada año la actriz regresaba de vacaciones a Venezuela, sin exceder los tres meses exigidos por la decisión judicial posterior a su divorcio, a fin de que su hijo pasara esa temporada con su padre. Dichos periodos los aprovechaba para trabajar en la radio, el teatro o el cine nacional. En una de esas actuaciones destacó su participación en la comedia musical Orquídeas azules, de la compositora María Luisa Escobar. En el medio radial estrenó piezas que hoy forman parte del acervo musical venezolano, tales como Fúlgida luna, El porteño y Venezuela habla cantando, esta última de la recordada Conny Méndez. En 1940 debutó en el cine venezolano como una maestra de escuela en la cinta Pobre hija mía, dirigida por José Fernández.
Sus intervenciones en la escena venezolana también las alternaba con trabajos musicales en el exterior, al presentarse con éxito en locales como "El Chateau Madrid" y "El Chico", en Nueva York; y al realizar giras a Cuba, México y Canadá, en las que interpretaba boleros de autores cubanos de renombre.
En 1957 María Teresa Acosta decidió retornar definitivamente a Venezuela con su hijo, ahora convertido en profesional de la Química Industrial. En Radio Caracas Televisión incursionó en la animación en la recordada La craneoteca de los genios, programa de concursos de gran popularidad en esa década, así como en la década de los 60. Acosta también intervino en telenovelas como Abandonada, Cristina y Valentina y las muy exitosas Historia de tres hermanas (junto a Doris Wells, Eva Blanco y Eva Moreno) y La usurpadora (con su inolvidable rol de Mamma Gina, junto a Raúl Amundaray y Marina Baura), entre otras. También incursionó en teleteatros como La visita de la anciana dama, junto a Luis Salazar; y La rosa tatuada, de Tennessee Williams, con Edmundo Valdemar y -una joven- Doris Wells, quien interpretaba a su hija. Entre sus últimas actuaciones detacaron un pequeño papel al inicio de la telenovela Señora (1988), donde interpretó a Cándida Montoya, y a Doña Leonor de Miranda "La Bruja" en la telenovela Rubí rebelde.
A comienzos de 1990 se rumoreó de la probable intervención de la veterana actriz en la telenovela De mujeres, pero su delicado estado de salud hizo imposible volverla a ver en la pequeña pantalla. Meses más tarde, exactamente a las 10 de la mañana del 31 de mayo, María Teresa Acosta se despedía para siempre de los escenarios, a los 76 años de edad, y pasaría a ser recordada como una de las integrantes de ese privilegiado grupo de pioneros que hicieron posible la televisión venezolana.

## Filmografía

### Televisión

#### Telenovelas y Series
- 1964, Historia de tres hermanas. (RCTV)
- 1967, Donde no llega el sol. (RCTV)
- 1969, Abandonada. (RCTV)
- 1970, Cristina. (RCTV)
- 1970, María Mercé, La Chinita. (Venezolana de Televisión)
- 1971, La usurpadora. (RCTV) - Mamma Gina
- 1972, Sacrificio de mujer. (RCTV) - Ifigenia
- 1972, La doña. (RCTV)
- 1973, Raquel. (RCTV) - Directora de la cárcel
- 1973, La indomable - Esther Santibañez
- 1975, Valentina. (RCTV)
- 1977, La señora de Cárdenas. (RCTV) - Doña Estela de Rodríguez
- 1979, Sangre azul. (RCTV) - Juana Bautista
- 1980, Rosa Campos, provinciana. (RCTV)
- 1981, Luisana mía. (RCTV) - Doña Luisa De Narváez
- 1982, La señorita Perdomo. (RCTV)
- 1982, Gómez I. (RCTV) - Dionisia Bello
- 1982, Gómez II. (RCTV) - Dionisia Bello
- 1982, Juanito y Él. (RCTV)
- 1988, Señora. (RCTV) - Doña Cándida Montoya
- 1989, Rubí rebelde. (RCTV) - Doña Leonor de Miranda "La Bruja"

#### Otros trabajos
- La craneoteca de los genios. (RCTV) - Conductora

### Cine
- 1942, Pobre hija mía.
- 1974, La quema de Judas.
- 1974, Sagrado y obsceno.
- 1983, Carpión milagrero.

## Teatro
- La visita de la anciana dama
- La rosa tatuada
- Los fantasmas no deben quedarse en casa
- El puntal y el pueblo